# Condado de Sharkey (Misisipi)
El condado de Sharkey es un condado del estado de Misisipi en los Estados Unidos. 
La sede del condado es Rolling Fork. Otras ciudades son Anguilla y Cary. Limita al norte con el condado de Washington, al noreste con el condado de Humphreys, al este con el condado de Yazoo y al oeste y al sur con el condado de Issaquena. El condado recibe su nombre de William L. Sharkey, antiguo gobernador de Misisipi. Según el censo del año 2000 tiene 6500 habitantes y una área de 1.126 km².

## Principales carreteras
- U.S. Highway 61
- Carretera Estatal 14
- Carretera Estatal 16